# Hipereozynofilia
Hipereozynofilia (HE) – objaw chorobowy, polegający na stwierdzeniu w badaniach klinicznych łącznie: 
- znacznie zwiększonej liczby granulocytów kwasochłonnych (eozynofili) we krwi obwodowej (>1500/µl)
- i nacieków eozynofilowych w tkankach

lub tylko jednego z tych zmian patologicznych.  
Hipereozynofilia może mieć podłoże nienowotworowe (np. w przebiegu zakażeń pasożytniczych, charakter wrodzony lub idiopatyczny) albo nowotworowe (białaczka na tle rozrostu klonalnego).